# KNM Buttercup (K193)
KNM Buttercup (K193) je bila korveta razreda flower Kraljeve norveške vojne mornarice, ki je bila operativna med drugo svetovno vojno.

## Zgodovina
20. decembra 1944 je Kraljeva vojna mornarica predala HMS Buttercup (K193) Norveški, ki jo je leta 1946 odkupila, jo preuredila v plovilo za zaščito ribolova in preimenovala v KNM Nordkyn. Novembra 1957 so ladjo prodali in jo preuredili v kitolovko Thoris. Junija 1969 so ladjo razrezali.